# Tiefenbronn
Tiefenbronn est une commune de Bade-Wurtemberg (Allemagne), située dans l'arrondissement d'Enz, dans l'aire urbaine Nordschwarzwald, dans le district de Karlsruhe.

## Personnalités liées à la ville
- Jean-Othon de Gemmingen (1545-1598), prince-évêque d'Augsbourg né à Tiefenbronn.
- Jules de Gemmingen-Steinegg (1774-1842), homme politique né à Tiefenbronn.